# Roman Wójcicki
Roman Wójcicki (* 8. ledna 1958, Nisa) je bývalý polský fotbalista, obránce. 

## Fotbalová kariéra
Začínal v týmu Stal Nysa.
V polské nejvyšší soutěži hrál za Odru Opole, Śląsk Wrocław a Widzew Łódź, se kterým získal v roce 1985 polský fotbalový pohár. Dále hrál v německé bundeslize za FC 08 Homburg a ve druhé bundeslize za Hannover 96, se kterým v roce 1992 získal DFB-Pokal. Kariéru zakončil v nižší soutěži v týmu TSV Havelse. V Poháru mistrů evropských zemí nastoupil v 8 utkáních, V Poháru vítězů pohárů nastoupil ve 3 utkáních a dal 1 gól a v Poháru UEFA nastoupil ve 12 utkáních a dal 1 gól. Za reprezentaci Polska nastoupil v roce 1978-1989 v 62 utkáních a dal 2 góly. Byl členem polské reprezentace na Mistrovství světa ve fotbale 1978, ale v utkání nenastoupil. Byl členem polské reprezentace na Mistrovství světa ve fotbale 1982, nastoupil ve 2 utkáních a s týmem získal bronzové medaile. Byl členem polské reprezentace na Mistrovství světa ve fotbale 1986, nastoupil ve 4 utkáních.

## Ligová bilance
| Ročník                                    | Zápasy | Góly | Klub          |
| ----------------------------------------- | ------ | ---- | ------------- |
| Ekstraklasa 1976/1977                     | 9      | 1    | Odra Opole    |
| Ekstraklasa 1977/1978                     | 22     | 0    | Odra Opole    |
| Ekstraklasa 1978/1979                     | 30     | 4    | Odra Opole    |
| Ekstraklasa 1979/1980                     | 21     | 3    | Odra Opole    |
| Ekstraklasa 1979/1980                     | 4      | 1    | Śląsk Wrocław |
| Ekstraklasa 1981/1981                     | 20     | 4    | Śląsk Wrocław |
| Ekstraklasa 1981/1982                     | 29     | 3    | Śląsk Wrocław |
| Ekstraklasa 1982/1983                     | 29     | 1    | Widzew Łódź   |
| Ekstraklasa 1983/1984                     | 29     | 4    | Widzew Łódź   |
| Ekstraklasa 1984/1985                     | 26     | 2    | Widzew Łódź   |
| Ekstraklasa 1985/1986                     | 29     | 4    | Widzew Łódź   |
| Německá fotbalová Bundesliga 1986/1987    | 30     | 6    | FC 08 Homburg |
| Německá fotbalová Bundesliga 1987/1988    | 29     | 2    | FC 08 Homburg |
| 2. německá fotbalová Bundesliga 1988/1989 | 34     | 7    | FC 08 Homburg |
| 2. německá fotbalová Bundesliga 1989/1990 | 26     | 2    | Hannover 96   |
| 2. německá fotbalová Bundesliga 1990/1991 | 35     | 4    | Hannover 96   |
| 2. německá fotbalová Bundesliga 1991/1992 | 32     | 5    | Hannover 96   |
| 2. německá fotbalová Bundesliga 1993/1993 | 29     | 2    | Hannover 96   |
| CELKEM Ekstraklasa                        | 248    | 27   |               |
| CELKEM Německá fotbalová Bundesliga       | 59     | 8    |               |
| CELKEM 2. německá fotbalová Bundesliga    | 156    | 20   |               |